# Carlos Silva (Leichtathlet)
Carlos Alberto Silva (* 8. Juni 1974 in Lissabon) ist ein ehemaliger portugiesischer Leichtathlet.

## Sportliche Karriere
Der 1,74 Meter große Carlos Silva startete für Benfica Lissabon. Er gewann die portugiesischen Meistertitel im 400-Meter-Hürdenlauf von 1995, 1997 bis 1999, 2001 und 2004. Im 400-Meter-Lauf siegte er 1994 und 1997. Hinzu kamen drei Hallentitel über 200 Meter und sechs Hallentitel über 400 Meter. Seine Bestzeit von 48,77 Sekunden lief er am 11. August 1999 in Zürich, womit er den Landesrekord von Pedro Rodrigues egalisierte.
Silva gewann bei den Junioreneuropameisterschaften 1993 in San Sebastian in 50,27 Sekunden mit einer Dreiviertelsekunde Vorsprung. 1994 bei den Europameisterschaften in Helsinki schied Silva im Vorlauf nach 50,88 Sekunden aus. 1995 belegte er über 400 Meter den vierten Platz bei den Hallenweltmeisterschaften in Barcelona. Bei den Weltmeisterschaften in Göteborg schied er mit 49,53 Sekunden im Vorlauf aus. Im Finale der Universiade in Fukuoka belegte er in 49,54 Sekunden den siebten Platz. Einige Tage später erreichte er auch das Finale mit der 4-mal-400-Meter-Staffel und wurde auch hier Siebter.
Bei den Olympischen Spielen 1996 in Atlanta schied Silva mit 49,09 Sekunden im Vorlauf aus. 1997 war für Silva auch bei der Universiade in Catania im Vorlauf Endstation. 1998 bei den Halleneuropameisterschaften in Valencia erreichte Silva wieder das Finale über 400 Meter und belegte den fünften Rang. Bei den Europameisterschaften in Budapest lief Silva im Halbfinale 48,98 Sekunden. Im Endlauf wurde er in 49,02 Sekunden Vierter. 1999 bei den Weltmeisterschaften in Sevilla schied Silva in 49,45 Sekunden im Halbfinale aus, nachdem er im Vorlauf 49,02 Sekunden benötigt hatte. 2001 bei der Universiade in Peking wurde Silva noch einmal Sechster in 49,07 Sekunden.